# Helene Bøksle
Helene Bøksle (født 1. april 1981 på Frydnes i Harkmark, Mandal) er en norsk musiker og skuespiller. Hendes musik karakteriseres som en blanding af pop og folkemusik. Hun er datter af artisten Ivar Bøksle og niece af artisten Eivind Bøksle.
Hun er uddannet ved Nordisk Institut for Scene og Studie og har en karriere som skuespiller - blandt andet ved Agder teater, hvor hun i en af hendes roller spiller som Hedvig i teaterstykket Vildanden. Hun har tidligere også spillet rollen som Sunniva i Kaptajn Sabeltand-forestillingerne i Kristiansand Dyrepark. 

## Karriere
Som 11-årig sang Bøksle under uddelingen af Nobels fredspris.
I efteråret 2003 deltog Bøksle i talentkonkurrencen Kjempesjansen på NRK sammen med den norske violist Hannah Wilder, hvor de stillede op med nummeret "Heiemo og Nykkjen", som er en moderne udgave af den norske middelalderballade "Nøkken som Beilar". De kom til finalen, hvor de fremførte den tyske folkevise og julesalme "Rosen er Udsprunget" og endte på en 4. plads.
For de 92.000 norske kroner Bøksle vandt på at stille op til Kæmpechancen, arrangerede hun en forestilling ved navn "Elverhøy". Forestillingen blev opført i den norske park Ravnedalen i Kristiansand. Nye forestillinger fulgte efter flere år efter. Med den medvirkende musik i forestillingen udgav hun den 2. maj 2006 sit debutalbum Elverhøy.
Bøksle bliver ofte sammenlignet med Gunnhild Sundli fra det norske band Gåte, dog er den musiske stil ikke helt den samme, da Gåtes musik er en blanding af rock, metal og folkemusik.
Bøksle har lagt vokal til lydsporet i MMO-computerspillet Age of Conan: Hyborian Adventures, der blev udgivet i Danmark 23. maj 2008.

## Diskografi
- Elverhøy (2006)
- Morild (2009)
- Svalbard (2013)

## Eksterne Links
- Officiel hjemmeside
- Helene Bøksle på Internet Movie Database (engelsk)